# Ruggero Jacobbi
Ruggero Jacobbi (Veneza, 21 de fevereiro de 1920 — Roma, 9 de junho de 1981) foi um cenógrafo, diretor e crítico teatral, cineasta, roteirista ítalo-brasileiro que esteve no Brasil, ao término da II Guerra Mundial. Trabalhou no Teatro Brasileiro de Comédia junto com Gianni Ratto, Luciano Salce, Flaminio Bollini Cerri e Adolfo Celi. Foi um dos pioneiros do moderno teatro paulista.
Em 1946 chegava ao Brasil acompanhando uma turnê da companhia de Diana Torrieri, da qual era diretor artístico. Integra-se ao Teatro Popular de Arte, de Maria Della Costa e Sandro Polloni, para quem dirige Estrada do Tabaco, de Erskine Caldwell e Jack Kirkland, em 1948, no Teatro Fênix. Esta montagem é considerada por alguns críticos o primeiro espetáculo naturalista do teatro brasileiro. 

## Biografia
Berenice Raulino descreve que Ruggero Jacobbi chegou ao Brasil com 26 anos (1946), "integrando o grupo de profissionais italianos de teatro, convidados a patrocinar a modernização da cena brasileira", tendo vivido no país por quatorze anos, até 1960. (RAULINO, 2002)
Raulino realata que Ruggero frequentou a Faculdade de Letras de Roma, mas não completaria seus estudos. Ruggero foi também admirador das idéias e do trabalho do diretor de teatro Anton Giulio Bragaglia. Depois de haver freqüentado o Centro Experimental de Cinematografia(1938-39), como aluno de Umberto Barbaro e de Francesco Pasinetti, Jacobbi se transfere para Florença, capital da literatura de vanguarda e um dos mais ativos centros da cultura italiana e européia daquele período. Tornou-se crítico cinematográfico, literário e principalmente teatral, em revistas como Corrente, Circoli e Italia Letteraria, esta última coordenada por Pietro Maria Bardi, que será o idealizador do Museu de Arte de São Paulo.
Raulino afirma que Jaccobi se afinava com as poéticas romântico simbolistas de Mario Luzi e de Oreste Macrì e dos surrealistas, principalmente de Piero Bigongiari. Conhecia Ruggero também o Hermetismo, movimento artístico que tinha como objetivo promover a fusão entre a cultura e a literatura e entre a literatura e a vida. Barbaro e Bagaglia buscaram a “natureza estética do sonho”. Isto não impediu Ruggero de encenar um texto de Émile Zola Thérèse Raquin (1948), protagonizada por Maria Della Costa. Esta peça marcaria o início do naturalismo no teatro brasileiro, para alguns críticos. 
Mesmo considerando que o teatro não poderia existir independente da atividade política (RAULINO, 2005 pg 70), Jaccobi havia sido militante antifacista na Itália, Ruggero Jacobbi afirmava que a arte em geral, e o teatro em particular, não poderiam ser colocados a serviço de um projeto político (RAULINO, 2005 pg 68). Ele afirmava sempre que o tema do teatro é o homem e todas as suas circunstâncias, uma vez que “o homem pode ter sensações, emoções, pensamentos sugeridos pela experiência, mas pode também criá-los absolutamente novos: e isto é próprio da arte, a qual não traduz a experiência, mas é uma experiência em si mesma. Tal experiência não se refere a conteúdos, mas se faz conteúdo unitário de si mesma, no próprio ato da sua produção ou elaboração técnica” (Jacobbi, 1984, p. 101).
No Brasil foi diretor da TV Paulista, propriedade do deputado Ortiz Monteiro, que funcionou na Rua da Consolação em São Paulo (Memória TV Globo). Foi um dos fundadores da Companhia Madalena Nicol-Ruggero Jacobbi de teatro em São Paulo.

## Influência na arte brasileira
Sua última participação artística no Brasil foi no Rio Grande do Sul, em 1958, lá Ruggero Jacobbi funda o Curso de Estudos Teatrais da Universidade Federal do Rio Grande do Sul, do qual foi diretor e professor. Foi o segundo curso de teatro ligado a uma universidade criado no Brasil, criado no ano seguinte à Escola de Teatro da UFBA. Era organizado em duas vertentes, a Arte Dramática, que visava à formação de atores, e Cultura Teatral, cujo objetivo era informar as pessoas interessadas em teatro e, conseqüentemente, formar uma platéia. Também em Porto Alegre funda o Teatro do Sul apresentando quatro espetáculos, entre eles uma adaptação de sua autoria de O Corvo, do dramaturgo italiano Carlo Gozzi. 

Jacobbi também sofre ameaças de ser expulso do país, por ter participado da Conferência da Paz no exterior, conseguindo ficar graças a intervenção de Cacilda Becker, Paulo Autran e outros artistas que enviaram abaixo assinado ao Presidente da República, Juscelino Kubitschek de Oliveira, que arquivou o processo de expulsão, mas foi submetido a freqüentes interrogatórios. Em 1960 Jaccobi retorna a Itália. Lá escreve Teatro in Brasile (1961) e indica ao diretor Luiz Carlos Maciel o texto O Rei da Vela, de Oswald de Andrade, que por sua vez o indicou a José Celso Martinez Corrêa, diretor do Teatro Oficina que o encenou em 1967. A montagem é um marco no moderno teatro brasileiro.

## Trabalhos no cinema
- L'ammutinamento (1961) [roteirista]
- La vendetta della maschera di ferro (1961) [roteirista]
- Esquina da Ilusão (1953) [roteirista e diretor]
- Presença de Anita (1951) [roteirista e diretor]
- Suzana e o Presidente (1951) [roteirista e diretor]
- Caiçara (1950) [roteirista]
- Il sole sorge ancora (1946) [ator]

## Livros
- JACOBBI, Ruggero. Teatro no Brasil. São Paulo: Editora Perspectiva. 2012.
- RAULINO, Berenice. Ruggero Jacobbi. Presença Italiana no Teatro Brasileiro. São Paulo: Editora Perspectiva. 2002.
- JACOBBI, Ruggero. O Espectador Apaixonado. Publicações do Curso de Arte Dramática da Faculdade de Filosofia da Universidade do Rio Grande do Sul. 1962.
- JACOBBI, Ruggero. A Expressão Dramática. Ministério da Educação e Cultura/Instituto Nacional do Livro. 1956.
- JACOBBI, Ruggero. Goethe, Schiller, Gonçalves Dias. Edições da Faculdade de Filosofia da Universidade do Rio Grande do Sul. 1958

Em italiano
- JACOBBI, Ruggero. Aroldo in Lusitania e altri libri inediti di poesia, a cura di Anna Dolfi. Roma : Bulzoni, 2006.
- JACOBBI, Ruggero. L’avventura del novecento – Le chiavi di lettura storiche, filosofiche e critiche di uno straordinario testimone e protagonista del Novecento europeo. Milano: Garzanti, 1984 (Saggi Blu).
- JACOBBI, Ruggero. Le Rondini di Spoleto. Samedan (Svizzera): Munt Press, 1977 (N. Ed. , con uno scritto di Anna Dolfi, Trento,La Finestra,2001)
- JACOBBI, Ruggero. Teatro da Ieri a Domani. Firenze: a Nuova Italia, 1972.
- JACOBBI, Ruggero. Teatro in Brasile. Cappelli. 1961 - Bologna (Itália)
- JACOBBI, Ruggero. Lirici brasiliani dal modernismo ad oggi. Milano: Silva Editore/ Centro Europa-Americalatina del Collumbianum. 1960.